# 코스모폴리탄 (잡지)
코즈모폴리턴(Cosmopolitan)은 20~30대 젊은 여성을 대상으로 한 패션 잡지이다. 전 세계 66개 에디션(Edition), 35개의 언어로 110개 이상의 국가에 발행된다.

## 역사
1886년 미국, 처음에는 가정 잡지로 출판되었다가 문학지로 변모하였다. 1960년대 후반 현재 우리가 알고 있는 여성 패션 잡지가 된다.

## 한국의 코스모폴리탄
전 세계 41번째로 창간되었다. 중앙미디어네트워크 소속 회사인 제이콘텐트리에서 발행한다.